# Philippe Petit
Philippe Petit, född 13 augusti 1949 i Nemours, Seine-et-Marne, är en fransk lindansare. Han är mest känd för att ha gått på lina mellan tornen på World Trade Center i New York den 7 augusti 1974. Han har utmärkt sig även för att gå på lina på andra höga byggnader som ofta också är kända.

## Framträdanden
- 26 juni[9] 1971 - Lindans mellan Cathédrale Notre-Dame tornen, Paris.

- 27 maj[10] 1973 - Lindans mellan Sydney Harbour Bridge bropelare, Sydney.

- 7 augusti[11] 1974 - Lindans mellan World Trade Center tornen, New York.

År 2015 släpptes filmen The Walk, baserad på Philippe Petits lindans mellan World Trade Centers torn med Joseph Gordon-Levitt i huvudrollen som Petit och i regi av Robert Zemeckis.